# 中城けんたろう
中城 けんたろう（なかじょう けんたろう、1938年4月12日 - 2020年1月19日）は、日本の漫画家、中城建雄のペンネーム。他にも中城健太郎、中城健、中城けん、中城たておなどのペンネームを使用している。高知県高知市出身。

## 来歴・人物
1956年に中城たてお名義で『ロボット狂時代』（冒険王）で漫画家デビュー。タツノコプロ創成期に作画家として参加した事もある。
1970年代は梶原一騎原作作品を多く手がけたが、中城は生前の梶原と最も深く交流し、梶原にひけを取らない巨漢で酒も強いということもあって、彼と対等に話ができた数少ない漫画家と言われている。梶原に向かって『カラテ地獄変』の原作を「なんだい先週の原作は。空手バカ（一代）の焼き直しじゃないか。」と酷評し、「なんだとこの野郎。ぶっ叩いてやろうか。」と言う梶原に「おお、できるもんならやってもらおうじゃない。俺はつのだじろうじゃねえぞ。」と言い放つなど、よく一緒に酒を飲み、喧嘩じみた議論をしたという。「週刊サンケイ」の編集者と梶原、中城の三人で飲んでいた時に何かで怒った梶原が編集者にヘッドロックを掛けた時、仲裁に入った中城が「オトシマエ」と称して、その夜から翌日の午後まで梶原と飲み歩き、最後は中城が酔い潰れて梶原に背負われて店を出たというエピソードも残っている。
1980年代中頃からは漫画家としては第一線を退き、天理教道友社の刊行物の劇画の書き下ろしや、天理教教団の発行する各機関誌への漫画の連載をする事が多くなった。1987年12月には、天理教森高分教会長に就任している。

## 作品リスト
- 最後の絶壁（冒険王）
- 千年沢の万年雪（COM）
- カメラくん（小学一年生 1961年連載）
- ウルトラQ（少年ブック 1966年春休み増刊掲載、1966年6月号 - 8月号連載、少年ブックコミックス 1966年6月号 - 8月号連載）
- マミちゃんのおもり教室（りぼん 1966年9月号）[4]
- キャプテンウルトラ（小学館コミックス 1967年連載、幼稚園 1967年連載）
- キャプテンスカーレット（幼稚園 1968年連載、小学一年生 1968年連載、小学館コミックス　1968年連載）
- 怪奇大作戦（週刊少年キング、幼稚園 1968年連載）
- 白銀の騎士（ぼくら 1968年 - 1969年連載）
- ウルトラセブン（幼稚園 1969年連載）
- ミラーマン（小学一年生 1969年9月号 - 1970年3月号連載）
- ジャンボーX（小学一年生 1970年4月号 - 11月号連載）
- ジャンボーグA（小学一年生 1970年12月号 - 1971年3月号連載）
- キックの鬼（少年画報 1969年 - ）
- 帰ってきたウルトラマン（幼稚園 1971年5月号 - 1972年3月号連載、小学一年生 1971年4月号 - 1972年3月号連載）
- ウルトラマンA（小学一年生 1972年5月号 - 9月号連載）
- 帰ってきたウルトラマンとセブン（幼稚園 1972年5月号 - 7月号連載）
- 泣き虫とうちゃん（週刊少年キング）
- GOGO球太（週刊少年キング）
- ボディガード牙（週刊サンケイ 1972年10月20日号 - 1974年2月22日号）
- 紅の挑戦者（週刊少年マガジン 1973年37号 - 1975年52号）
- ゴールの条件（こどもの光）
- カラテ地獄変（週刊サンケイ 1974年8月1日号 - 1977年4月14日号）
  - 新カラテ地獄変（週刊サンケイ 1978年8月10日号 - 1982年3月11日号）
    - 正編カラテ地獄変（週刊サンケイ 1982年10月28日号 - 1983年6月9日号）
- サウスポー（週刊少年マガジン 1977年31号 - 1978年1号）
- 四角いジャングル（週刊少年マガジン 1978年17号 - 1981年13号）
- ザ・レフェリー（週刊ヤングジャンプ 1982年12号 - 16号）
- おんなプロレス地獄変　女子レスラー紅子（ヤングマガジン[5] 1982年14号 - 1983年11号）
- 劇画教祖物語
- 大工の伊蔵（リトルマガジン天理少年 1992年8月号 - 1995年8月号連載）
- 流れ星見たか（プレイコミック）
- 餓狼一代　実録 安藤昇一代記（月刊ごめんなすって、竹書房）
- 昭和少年70's（中城健雄名義、道友社）

## 師匠
- 手塚治虫
- 関谷ひさし

## アシスタント
- 山田ゴロ

高校卒業後上京し、弟子入り。しかし山田が自らのサイトで語る所によると、中城の教えは技術・作法ともにスパルタ式と言えるほど厳しく、何度も怒号がとんだという。ある時は中城の投げたコンパスが山田に刺さり、さすがに山田は脱走してこの先を考えた。しかしバツが悪そうに戻ってくると、中城は山田を暖かく迎え入れてくれた。
- 森義一
- 和田順一